# Epica greca

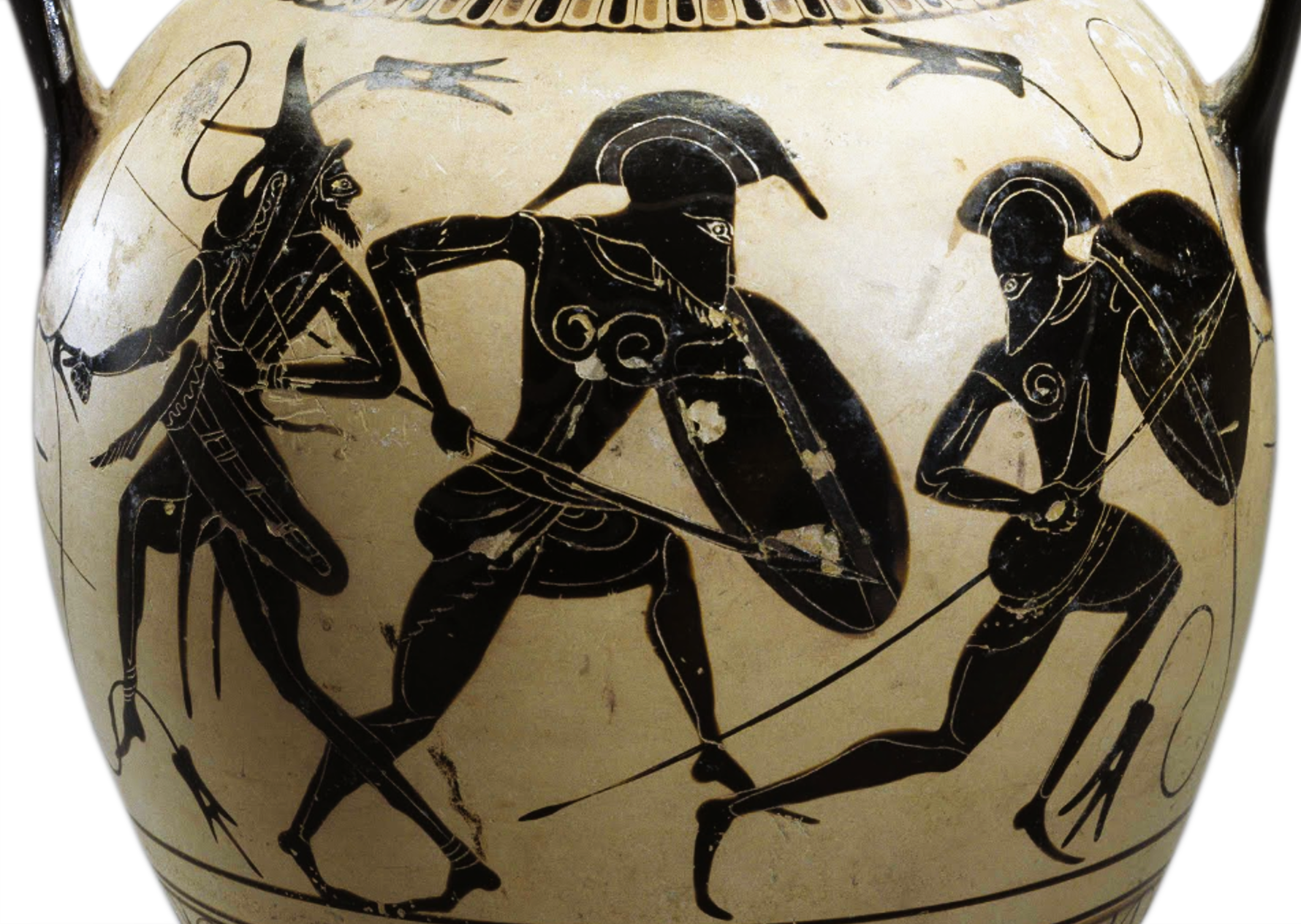
Dettaglio da un vaso a figure nere con una scena dalla Iliade, poema fondativo dell'epica greca

L'epica greca è il genere letterario epico della letteratura greca. Essa copre l'intero arco della produzione letteraria greca antica, da Omero al Tardoantico. 

## Origini e caratteri
Nella sua Poetica, Aristotele definisce l'epica come una delle forme di poesia, in contrapposizione alla poesia lirica e al dramma, in quanto basata sulla narrazione, piuttosto che sul dialogo.
Milman Parry e Albert Lord hanno sostenuto che l'epopea omerica era fondamentalmente una forma poetica orale, basata su alcuni capisaldi strutturali già presenti in Omero. Il poema epico (scritto rigorosamente in esametri) inizia in medias res, con un'ambientazione vasta. Il poema greco, fin da Omero, inizia con un'invocazione a una Musa, seguita da una protasi (dichiarazione del tema). Contiene, poi, liste lunghe di eroi e genealogia, i cosiddetti "cataloghi" (che permettono al poeta di alludere ad altri miti, sia pure di scorcio). 
A livello narrativo, l'epica greca presenta discorsi lunghi e formali, oltre a mostrare l'intervento divino nelle questioni degli uomini, mostrati come eroi che incarnano i valori della civiltà greca.
Ulteriore caratteristica, presente in Omero e poi ripresa, in misura minore, negli epici successivi come vezzo arcaico e omerizzante, è l'uso di epiteti e formule, quali, ad esempio, "Alba dalle dita rosee" di Omero e "mare color del vino".

## Sviluppo

### Epica arcaica e classica
Omero è il primo autore greco di cui abbiamo due poemi, l'Iliade (poema della guerra di Troia e dei valori guerrieri della civiltà arcaica) e l'Odissea (in cui tali valori si fondono con il tema della casa e della famiglia). In essi si può dire che sia racchiusa l'"enciclopedia tribale" dei Greci, che, infatti, utilizzavano i poemi omerici come base della loro paideia, ossia educazione civile e letteraria.
Dopo Omero, Esiodo sviluppò un tipo di epica più legata ai cataloghi e alle genealogie eroiche, tipiche della Grecia continentale, con la Teogonia e, almeno in parte, anche con il Catalogo delle donne. 
Alla tradizione inaugurata da lui e da Omero si rifecero, tra il VII e il VI secolo, una serie di poemi che raccontavano la storia mitica del mondo greco a partire dalla nascita degli dei fino alla fine dell'età eroica, tali da essere "inanellati" in un cerchio e detti, quindi, nel complesso, "ciclo epico". Tali poemi, quasi interamente perduti, erano opera di poeti gravitanti intorno al mondo ionico, quindi degli aedi e rapsodi di tradizione omerica, come Stasino di Cipro, Creofilo di Samo, lo ionico Arctino di Mileto, il mitilenese Lesche, Testoride e Prodico di Focea, Antimaco di Teo, i rodii Pisino di Lindo e Pisandro di Camiro. Di aree culturalmente ricche nell'alto arcaismo erano, poi, Cinetone di Sparta, Eumelo di Corinto, Agia di Trezene, Diodoro di Eritre, Egesia di Salamina (o Egesino) e Carcino di Lepanto.
Più recente di almeno un secolo (all'inizio delle guerre persiane) era Paniassi di Alicarnasso, che con la sua Herakleia fissò la tradizione delle fatiche di Eracle, figura già ben trattata, da quanto sappiamo da Pisandro di Camiro. Nella stessa epoca, come testimoniato da autori posteriori come Plutarco e Aristotele stesso, fiorirono poemi epici intorno alla figura di Teseo, i cui autori ci sono ignoti.
Alla fine dell'età classica, tra V e inizi del IV secolo, si situa, infine, dopo un lungo sienzio dovuto al prevalere delle forme drammatiche e ditirambiche, un'epica di tipo innovativo (a quanto possiamo giudicare da frammenti e giudizi) quale quella della Tebaide di Antimaco di Colofone, che con il suo sperimentalismo nella dizione epica e nella trattazione del mito avrebbe aperto la strada alla nuova epica ellenistica.

### Epica ellenistica e imperiale
In concomitanza con la diffusione di uno stile prezioso e cesellato, gli alessandrini abbandonarono quasi del tutto l'epica ampia, in molti libri, eccezion fatta per quella più compromissoria tra l'omerismo e l'erudizione di Apollonio Rodio, nelle sue Argonautiche, o quella (perduta), di tipo storico, che sappiamo concedesse molto agli omerismi di dizione e di struttura, quali i Messeniakà di Riano di Bene. L'epica apolloniana, comunque, sia pure basata sulle nuove "regole" di Callimaco, non ebbe molto seguitoː si diffuse, infatti, un'epica di tono ed estensione (sia quantitativa che tematica) minore, quella dell'epillio, inaugurata da Callimaco, appunto, con la sua Ecale (incentrata su uno squarcio minore di un mito e concentrata più sulla descrizione di ambienti e situazioni che sulla narrazione), seguito da Teocrito, con epilli come Ila, I Dioscuri, Eracle bambino o il siracusano Mosco, con la sua Europa, in cui predominava la ekphrasis. Anche oltre nella ricerca del nuovo e della sperimentazione mitologico-narrativa si sarebbe spinto Euforione.
L'età imperiale, specie a partire dai secoli III e IV, vide una rinascita dell'epica classicheggiante, che ben si prestava alla variatio di temi e toni ricercata dalla retorica dell'epoca tardoantica, con opere, appunto, classicheggianti come le Postomeriche di Quinto Smirneo o il poemetto Ilupersis di Trifiodoro, mentre al termine della parabola epica greca si situa un epos di tipo "inglobativo", che, appunto, unisce in sé diversi stilemi e generi narrativi, come le Dionisiache di Nonno di Panopoli.